# Tuba
Tuba (wł. tubo, skrót: tb.) – instrument dęty blaszany z grupy aerofonów ustnikowych.
Największy i o najniższym stroju spośród tej rodziny instrumentów. Standardowa skala instrumentu (zakres dźwięków muzycznych) od D1 do d1. Doświadczony instrumentalista potrafi uzyskać dźwięki od A2 do a1.
Tuba składa się z długiej rury rozpoczynającej się ustnikiem, wielokrotnie zwiniętej, rozszerzającej się stożkowo i zakończonej czarą głosową. Zazwyczaj tuby zwijane są w kształcie elipsy z czarą umieszczoną po prawej stronie grającego z systemem tłokowym lub zaworami obrotowymi. Pełną skalę chromatyczną uzyskuje się, naciskając odpowiednie wentyle (od 4 do 6), obniżając dźwięki podstawowe poprzez włączenie do obiegu krąglików.

## Kwestia stroju
W zależności od szeregu harmonicznego wyróżniamy tuby basowe es i f oraz kontrabasowe b i c, choć wszystkie z nich są nietransponujące, tzn. w partyturze zapisywane są in C w kluczu basowym. W orkiestrze symfonicznej tubę często zapisuje się na jednej pięciolinii razem z III puzonem. Nuty pisane przez kompozytora nie powinny wskazywać na rodzaj używanej tuby (F, Es, C, B), ma to znaczenie jedynie dla wykonawcy, ponieważ skala wszystkich czterech rodzajów tub pokrywa się, a znaczenie ma jedynie barwa (współcześnie do wysokich partii tubiści stosują tubę basową F, a do niskich partii tubę kontrabasową C).

## Odmiany
Tuba basowa lub kontrabasowa o kształcie zaokrąglonym owijającym grającego zwana jest helikonem. Amerykańską odmianą helikonu jest instrument z dużym dźwięcznikiem, znajdującym się nad głową grającego. Skonstruowany został w 1898 roku według pomysłu kapelmistrza i kompozytora Johana Philippa Sousy i stąd nazwany suzafonem. Do współczesnej rodziny tub zaliczamy także eufonium, zwane niekiedy tubą barytonową lub tenorową, lecz na nich zwykli grać puzoniści.
Tuba wagnerowska nie należy do rodziny tub. Richard Wagner, któremu w tetralogii Pierścień Nibelunga (wykonanej po raz pierwszy w 1876 roku) potrzebne było uroczyste, nieznanej dotąd jakości brzmienie – zasugerował zbudowanie instrumentu pośredniego pomiędzy rogiem a tubą. Instrument ten posiadał kształt tuby, lecz lejkowaty ustnik – podobny do stosowanego w rogu i cztery wentyle przeznaczone do obsługiwania lewą ręką, ponieważ na tych tubach grali waltorniści.

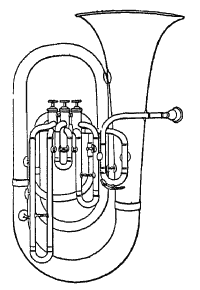
Tuba

## Historia tuby
Historia tuby wiąże się ściśle z powstaniem pierwszych instrumentów dętych. Przodków tuby należy doszukiwać się w rzymskiej tubie zwanej tuba romana, jej odmianie z czasów rewolucji francuskiej tubie curva, a także rodzinie instrumentów zwanych cynkami do której należy serpent, oraz ofiklejda. W latach 20. XIX w., po wynalezieniu zaworu wielu producentów, m.in. „Stölzel” rozpoczęło produkcję dętych instrumentów wentylowych. Pomysł zbudowania tuby pierwszy wysunął Wilhelm Wiprecht – kapelmistrz armii pruskiej, a zrealizował go w 1835 roku producent instrumentów Johann Gottfried Moritz z Berlina. Pierwsza tuba – „Bass-tuba” – pruski patent numer 9121 z 12 września 1835 roku – wyposażona była w nowy typ zaworów, także opracowany przez Wiprechta i Moritza, nazywany Berliner Pumpe (wentyle pistonowe) – krótki tłok zaworowy z dużą średnicą. Jej szereg harmoniczny rozpoczynał się od F, posiadała pięć zaworów obniżających tony składowe o 1, ½, 1½, ¾, 2½ tonu. W dziesięć lat po tubie basowej czeski konstruktor instrumentów dętych Vaclav Franc Červený zbudował tubę kontrabasową, której szereg harmoniczny rozpoczynał się od C i B. Użyto w niej zawory rotujące, wynalezione w roku 1832 przez Josefa Reidla z Wiednia. Obydwa systemy (pistonowy i rotacyjny) są w użyciu do dziś.
Corocznie w pierwszy piątek maja obchodzony jest Międzynarodowy Dzień Tuby.

## Tuba w orkiestrze symfonicznej
Pierwszą kompozycją wykorzystującą tubę w orkiestrze symfonicznej była Symfonia fantastyczna Hectora Berlioza z roku 1830. Po tym wydarzeniu stało się normą instrumentowanie utworów orkiestrowych na 3 puzony i tubę. Tubę w utworach symfonicznych w sposób szczególny wykorzystywali: Richard Wagner, Johannes Brahms, Modest Musorgski, Piotr Czajkowski, Nikołaj Rimski-Korsakow, Gustav Mahler, Igor Strawinski, Carl Orff, Mieczysław Karłowicz, Witold Lutosławski, Wojciech Kilar, Paweł Mykietyn. Wybrane sola orkiestrowe:
- Modest Musorgski – Obrazki z wystawy (zinstrumentowane przez Maurice’a Ravela) – Bydło (najwyższy dźwięk to gis1)
- Richard Wagner – Tannhäuser – Uwertura
- Dmitrij Szostakowicz – V Symfonia d–moll

## Tuba solo
Tubiści korzystają z licznych transkrypcji utworów pisanych na wiolonczelę, róg, puzon i kontrabas, ponieważ literatura na tubę z fortepianem lub tubę solo jest jeszcze skromna, choć w muzyce współczesnej tuba awansowała do roli instrumentu solowego. Do wybitnych kompozytorów, których kompozycje są pierwszymi utworami na tubę solo, należą Anglicy:
- Edward Elgar (1857–1934)
- Imogen Holst (1907–1987)
- Michael Tippett (1905–1998)
- Ralph Vaughan Williams (1872–1958) – Koncert na tubę f-moll (1954)
- Paul Hindemith (1895–1963) – Sonata na tubę i fortepian (1955)
- Andrzej Dobrowolski – Muzyka na tubę solo (1973)
- Marian Borkowski – Vox per uno strumento ad ottone (1977)
- Witold Szalonek – Piernikiana per tuba sola (1977, dedykacja: Zdzisław Piernik)
- Andrzej Krzanowski – Sonata na tubę solo (1978)
- Krzysztof Penderecki – Kaprys na tubę (1980, prawykonanie i dedykacja: Zdzisław Piernik)[5]
- Don Haddad – Suita na tubę
- Aleksiej Lebiediew – Allegro koncertowe, Koncert na tubę
- Aleksandr Harutiunian – Koncert na tubę i orkiestrę symfoniczną w trzech częściach (1992, dedykacja dla Rogera Bobo)
- Edward Gregson – Alarum, Koncert na tubę
- John Williams – Koncert na tubę
- Eugène Bozza – Concertino na tubę
- Eric Ewazen – Koncert na tubę
- Vincent Persichetti – Parable XXII
- Jiří Pauer – Tubonetta
- Julius Jacobsen – Tuba buffo
- Jan Koetsier – Concertino na tubę op.77 w dwóch częściach
- Corrado Maria Saglietti(inne języki) – Koncert na tubę
- František Domažlický – Koncert na tubę
- Malcolm Arnold – Fantazja na tubę